# Ai Mai! Moe Can Change!
Ai Mai! Moe Can Change! (あいまい！萌えCanちぇんじ！?) è un videogioco per Android dalla Ambition, successivamente adattato in un OAV prodotto dalla Frontier Works che è stato pubblicato il 25 maggio 2012, dopo essere stato inizialmente previsto per il 26 aprile.

## Personaggi e doppiatori
- Asuka Ōgame: Sarari
- Emiri Katō: Tomoe Kiyatake
- Mai Aizawa: Anna Moegi
- Rina Hidaka: Kanna Moegi
- Ryoko Shintani: Hakase
- Saki Fujita: Server AI & MI
- Sayaka Ōhara: Maya Oshiro

## Colonna sonora
Sigla di apertura
- NO RULE ~ Cho-Listen! (NO RULE ～超Listen！?) cantata da Kanna Moegi

## Accoglienza
Il 4 settembre 2011 il gioco ha superato un milione di utenti registrati.

### Influenza culturale
Dopo il terremoto e maremoto del Tōhoku del 2011, Ai Mai! Moe Can Change! fu uno dei tre titoli sviluppati da Ambition a svolgere una raccolta fondi, i cui ricavati furono donatati successivamente alla Società della Croce Rossa giapponese. Dal 17 marzo al 25 marzo 2012 si è tenuto un evento dedicato al maid café Mailish di Akihabara, dove il locale è stato allestito a tema con alcuni elementi del gioco. Il titolo ha stretto anche diverse collaborazioni per un periodo limitato con altri franchise quali Higurashi no naku koro ni, Utawarerumono e altri.